# ラリー・ルキーノ

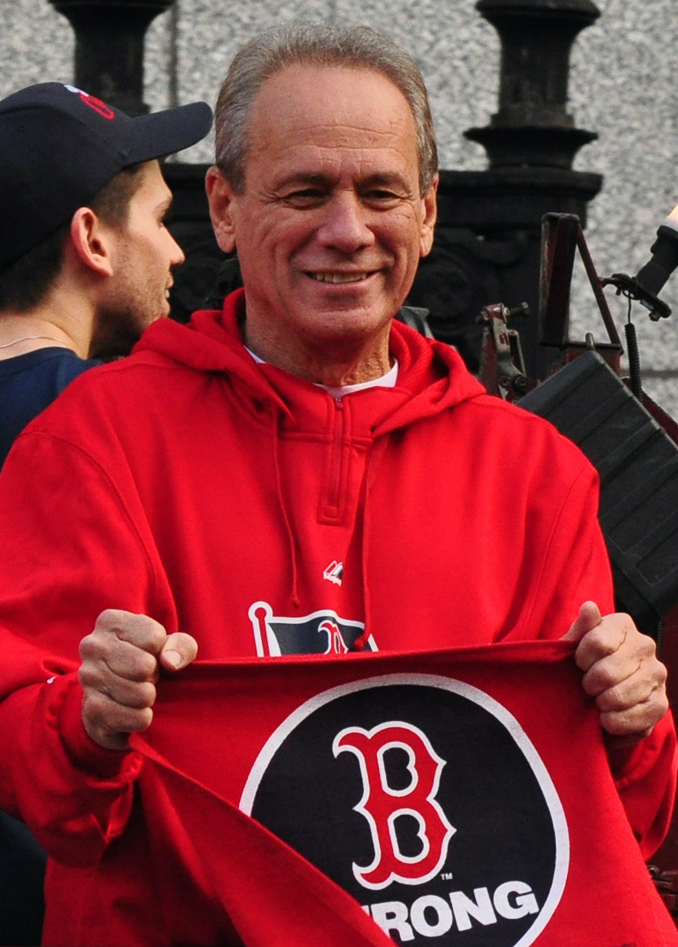
ラリー・ルキーノ

ローレンス・ルキーノ（Lawrence Lucchino、1945年9月6日 - 2024年4月2日）は、アメリカ合衆国のメジャーリーグ、ボストン・レッドソックスのCEO。また、ジョン・W・ヘンリーが運営するグループ（2002年にレッドソックスを6.9億ドルで買収）の一員である。
ペンシルベニア州ピッツバーグ出身。プリンストン大学ではバスケットボールをしており、NBAのスター選手で連邦上院議員にもなったビル・ブラッドリーとチームメートで、1965年のNCAAトーナメントではファイナル4に進出した。1967年に同大学を卒業後、1971年にイェール大学ロー・スクール（イェール・ロー・スクール）を修了した。
メジャーリーグ、ボルチモア・オリオールズとサンディエゴ・パドレスの社長兼CEOを歴任した。オリオールズではオリオール・パーク・アット・カムデン・ヤーズの建設を推進し、パドレスではペトコ・パークの建設を推進、レッドソックスではフェンウェイ・パークの往年の姿を最大限維持したままの近代化改修を成功させ、「近代ボールパークの先駆者」の1人でもあった。彼の先導の元最後に建てられた球場は傘下AAAポータケットの新球場としてウースターに2021年に建設されたポーラー・パークであった。
ワールドシリーズのチャンピオンリングを1983年、2004年、2007年、スーパーボウルリングを第17回スーパーボウルで獲得している。
兄弟のフランク・ルキーノはペンシルベニア州の判事である。
2024年4月2日に死去。78歳没。